# Готье II д’Авен
Готье II д’Авен (фр. Gautier d’Avesnes; около 1170—1245/46) — французский аристократ, сеньор д’Авен, де Гиз и де Конде, благодаря браку — граф Блуа и Шартра.

## Биография
Готье д’Авен был сыном Жака д’Авена и Адель де Гиз. В 1214 году он сражался при Бувине на стороне французской короны. В дальнейшем он принял участие в Пятом крестовом походе, где попал в плен, но был освобождён тамплиерами. В благодарность он помог рыцарям Храма при строительстве крепости Пелерин. Вернувшись во Францию, Готье перестроил свой замок Гиз и купил сеньорию Боэн (1226 год). Он сопровождал короля Людовика VIII в его походе против альбигойцев и участвовал в осаде Авиньона.
Готье д’Авен был женат на Маргарите де Блуа, дочери Тибо V Доброго, графа Блуа и Шартра, и Алисы Французской, в 1218 году унаследовавшей от племянника графства Блуа, Шартр и Шатодён. Для Маргариты это был третий брак: её первым мужем был Гуго III д’Уази, а вторым — Оттон I Штауфен, граф Бургундии.
У Готье и Маргариты было трое детей:
- Мария д'Авен (умерла в 1241), графиня Блуа и Шартра, жена Гуго V де Шатильона, графа де Сен-Поль, графа Блуа и Шартра;
- Изабелла д’Авен; жена Жана, сеньора д’Уази и де Монтрель;
- Тибо д’Авен (умер ребенком).

После смерти Готье в 1245 или 1246 году его владения перешли к внуку — Жану I де Шатильону.